# Иван Луков
Иван Цонев Луков е български офицер, генерал-лейтенант участник в Балканската война.

## Биография

### Ранен живот и постъпване в армията
Иван Луков е роден на 22 август 1871 г. в Габрово. На 31 май 1889 г. е постъпва на военна служба. През 1891 г. завършва Военното на Негово Княжеско Височество училище, на 2 август е произведен в чин подпоручик и зачислен в 20-и пехотен добруджански полк. На 2 август 1894 г. е произведен в чин поручик и е назначен за завеждащ оръжието в 8-и пехотен приморски полк. През 1895 г. постъпва във Висшия офицерски курс в София и завършва през 1897 година. На 15 септември 1900 г. е произведен в чин капитан, а през следващата година завършва Николаевската генералщабна военна академия в Санкт-Петербург, Русия. Служи като младши адютант при щаба на 6-а пехотна бдинска дивизия.
Капитан Луков служи като командир на рота от 8-и пехотен приморски полк. През участва в маневрите през 1905 г. във Франция, след което същата година е назначен за военен аташе в Париж, а две години по-късно в Санкт-Петербург. На 19 септември 1906 г. е произведен в чин майор и назначен за адютант в 8-а пехотна тунджанска дивизия. От 1910 г. заема длъжността началник на щаба на 1-ва пехотна софийска дивизия. На 22 септември с. г. е произведен в чин подполковник.

### Балканска война (1912 – 1913)
През Балканската война (1912 – 1913) е начални-щаб на 1-ва пехотна софийска дивизия, с която се сражава при Селиолу, Люлебургаз, Чаталджа.
На 1 септември 1913 г. е произведен в чин полковник, а от 27 септември е началник на Военното училище. През 1913 г. е обвинен в заговорничене и през март 1914 г. е назначен за командир на 38-и пехотен полк в Кърджали. Командва 2-ра бригада от 3-та пехотна балканска дивизия и през 1915 г. става началник на щаба на 3-та военноинспекционна област в Русе.

### Първа световна война (1915 – 1918)
След мобилизацията през септември 1915 г. е назначен за началник на Оперативния отдел в Щаба на действащата армия в Кюстендил и помощник-началник на щаба на действащата армия, а след смъртта на генерал-майор Константин Жостов – за началник на Щаба на действащата армия. На 1 септември 1916 г. заема длъжността началник на Щаба на Действащата армия. С негово участие се разработва и осъществява оперативният план за бойните действия срещу Румъния и отбранителните боеве на македонския фронт (1916 г.). На 30 май 1917 г. е произведен в чин генерал-майор. През 1917 поради конфликти със съюзниците е изпратен да командва 2-ра армия.
През 1918 г. е в състава на българската делегация са подписването на примирието в Солун (29 септември 1918 г.), заедно с Андрей Ляпчев и Симеон Радев. През ноември 1918 – 27 октомври 1919 г. е началник на щаба на армията и член на българската делегация в Ньой, след което излиза в запас. На 7 януари 1920 г. е произведен в запаса в чин генерал-лейтенант. В периода 1921 – 1923 г. е председател на Съюза на запасните офицери.
Иван Луков е женен и има 3 деца.
Генерал-лейтенант Иван Луков умира на 17 април 1926 г. в София, България.

## Военни звания
- Подпоручик (2 август 1891)
- Поручик (2 август 1894)
- Капитан (15 септември 1900)
- Майор (19 септември 1906)
- Подполковник (22 септември 1910)
- Полковник (1 септември 1913)
- Генерал-майор (30 май 1917)
- Генерал-лейтенант (7 януари 1920)

## Награди
- Орден За храброст III степен, I и II клас
- Орден „Св. Александър“, II степен с мечове
- Орден „За военна заслуга“, I степен на военно отличие и V степен на обикновена лента
- Орден „За заслуги“ на обикновена лента
- Орден на Пруската корона, I степен с мечове
- Германски орден „Железен кръст“, I и II степен
- Орден „За военна заслуга“, II степен с мечове
- Саксонски орден на Албрехт, I степен с мечове
- Австро-унгарски орден „Леополд“, 1-ва степен
- Австро-унгарски орден „Желязна корона“, II степен
- Австро-унгарски орден „За военна заслуга“, II степен
- Френски офицерски кръст Почетен легион
- Руски орден на св. Анна, II степен
- Османски сребърен орден „Лиякат“, с мечове.
- Османски сребърен орден „Имтияз“, с мечове